# Jean Acker
Jean Acker (Trenton, Nueva Jersey, 23 de octubre de 1892-Los Ángeles, California, 16 de agosto de 1978) fue una actriz estadounidense de cine. Su carrera se extendió desde la época del cine mudo hasta la década de 1950. Estuvo casada con Rodolfo Valentino.

## Biografía
Su verdadero nombre era Harriet Acker, y nació en Trenton, Nueva Jersey, en donde se educó. Actuó en el vodevil hasta que se trasladó a California en 1919.
Acker, que era lesbiana, fue amante de Alla Nazimova, una actriz cuyos contactos facilitaron a Acker el negociar un contrato semanal de 200 dólares con un estudio cinematográfico. Acker después mantuvo también relaciones con Grace Darmond, que era una joven recién llegada al cine.
Conoció al actor Rodolfo Valentino en una fiesta, y se casó con él el 6 de noviembre de 1919. La misma noche de bodas abandonó a Valentino y acudió al apartamento de su amante Grace Darmond, por lo cual el matrimonio no llegó a consumarse.
Jean Acker interpretó pequeños papeles hasta principios de los años cincuenta, y vivió junto a su pareja, Chloe Carter, en Beverly Hills. 
Falleció en 1978, a los 85 años de edad, y fue enterrada en el Cementerio de Holy Cross en Culver City, California.

## Filmografía
- The Round-Up (1920)
- Brewster's Millions (1921)
- San Francisco (1936)
- Spellbound (1945), conocida como Recuerda en España, Cuéntame tu vida en Argentina (sin créditos).
- It's a Wonderful Life (¡Qué bello es vivir!) (1946) (sin aparecer en los créditos).